# Catalaans korfbalteam
Het Catalaans korfbalteam vertegenwoordigt de Catalaanse Korfbalbond in internationale korfbalwedstrijden.

## Resultaten op de Wereldkampioenschappen
| Wereldkampioenschap korfbal |               |             |               |
| Jaar                        | Kampioenschap | Gastheer    | Klassering    |
| 1978                        | 1e WK         | Nederland   | Geen deelname |
| 1978                        | 2e WK         | België      | Geen deelname |
| 1978                        | 3e WK         | Nederland   | Geen deelname |
| 1978                        | 4e WK         | België      | Geen deelname |
| 1978                        | 5e WK         | India       | Geen deelname |
| 1999                        | 6e WK         | Australië   | 8e plaats     |
| 2003                        | 7e WK         | Nederland   | 9e plaats     |
| 2007                        | 8e WK         | Tsjechië    | 9e plaats     |
| 2011                        | 9e WK         | China       | 4e plaats     |
| 2015                        | 10e WK        | België      | 5e plaats     |
| 2019                        | 11e WK        | Zuid-Afrika | 10e plaats    |
| 2023                        | 12e WK        | Taiwan      | 10e plaats    |

## Resultaten op de Europese Kampioenschappen
| Europees kampioenschap korfbal |               |                      |            |
| Jaar                           | Kampioenschap | Gastheer             | Klassering |
| 2002                           | 2e EK         | Terrassa, Catalonië  | 7e plaats  |
| 2006                           | 3e EK         | Boedapest, Hongarije | 6e plaats  |
| 2010                           | 4e EK         | Nederland            | 5e plaats  |
| 2014                           | 5e EK         | Portugal             | 9e plaats  |
| 2016                           | 6e EK         | Nederland            | Brons      |
| 2018                           | 7e EK         | Nederland            | 6e plaats  |
| 2021                           | 8e EK         | België               | 8e plaats  |
| 2024                           | 9e EK         | Spanje               | 4e plaats  |

## Resultaten op de Wereldspelen
| Wereldspelen |                  |                       |               |
| Jaar         | Kampioenschap    | Gastland              | Klassering    |
| 1985         | 2e Wereldspelen  | Londen (Engeland)     | geen deelname |
| 1989         | 3e Wereldspelen  | Karlsruhe (Duitsland) | geen deelname |
| 1993         | 4e Wereldspelen  | Den Haag (Nederland)  | geen deelname |
| 1997         | 5e Wereldspelen  | Lahti (Finland)       | geen deelname |
| 2001         | 6e Wereldspelen  | Akita (Japan)         | geen deelname |
| 2005         | 7e Wereldspelen  | Duisburg (Duitsland)  | geen deelname |
| 2009         | 8e Wereldspelen  | Kaohsiung (Taiwan)    | geen deelname |
| 2013         | 9e Wereldspelen  | Cali (Colombia)       | geen deelname |
| 2017         | 10e Wereldspelen | Wroclaw (Polen)       | geen deelname |
| 2022         | 11e Wereldspelen | Birmingham (USA)      | geen deelname |
| 2025         | 12e Wereldspelen | Chengdu (China)       | Geen deelname |

## Resultaten op de European Bowl
| European Bowl |        |           |               |
| Jaar          | Editie | Gastheer  | Klassering    |
| 2005          | 1e EB  | Catalonië | Goud          |
| 2007          | 2e EB  | Luxemburg | geen deelname |
| 2009          | 3e EB  | Luxemburg | geen deelname |
| 2013          | 4e EB  | Nederland | geen deelname |

Na 2013 werd dit toernooi stop gezet.